# Litosphingia corticea
Litosphingia corticea är en fjärilsart som beskrevs av Jordan 1920. Litosphingia corticea ingår i släktet Litosphingia och familjen svärmare. Inga underarter finns listade i Catalogue of Life.